# Тюльпан Шренка
Тюльпа́н Шре́нка (лат. Túlipa suaveólens, Túlipa schrénkii) — вид рода Тюльпан.
Занесён в Красную книгу России. Категорически запрещён сбор растений на букеты и выкапывание луковиц, продажа цветов и луковиц.
Считается одним из родоначальников первых культурных сортов (класс Дюк Ван Толь, известный с конца XVI века).
Назван в честь Александра Ивановича Шренка.

## Описание
Луковица яйцевидная, до 2,5—3 см диаметром, с чёрно-бурыми, изнутри по всей поверхности прижато-волосистыми чешуями. Стебель до 30—40 см высотой, голый, иногда в верхней части красноватый. Листья в числе 3 (реже 4), расставленные, сизоватые, слабо волнистые по краю, короче цветка.
Цветок чашевидно-лилейного типа до 7 см высотой, очень изменчив по форме, с лёгким приятным ароматом. Окраска — от чисто-белой, жёлтой до красновато-бордовой, сиреневой и почти фиолетовой, с жёлтым или чёрным пятном по центру или без него. Нередки пестроцветные формы. Тычиночные нити, как и пыльники, жёлтые или чёрные. Плод до 4 см длиной и 2,2 см шириной, количество нормально развитых семян — до 240. Размножение семенное.
Цветёт с конца апреля до конца мая, плодоносит в июне.

## Распространение

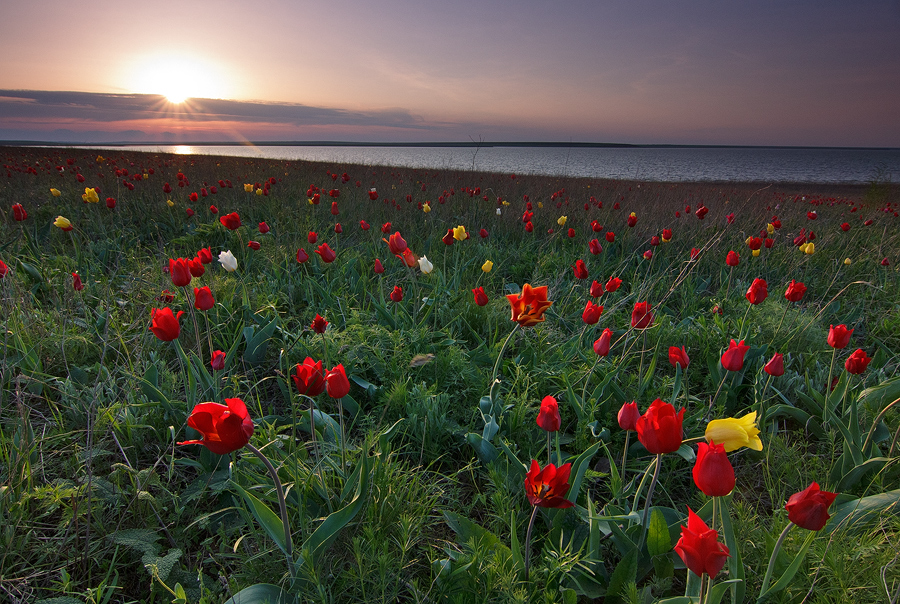
Цветение тюльпанов Шренка в Калмыкии

В России встречается на юге и юго-востоке европейской части: на юго-востоке Воронежской области, в Белгородской (Вейделевский район), Ростовской, Саратовской, Волгоградской (вблизи села Курнаевка), Астраханской областях, на юге Самарской области, в Оренбургской области (в среднем течении реки Урал), в Калмыкии, а также на Северном Кавказе: в Краснодарском крае на хребте Маркотх, на значительной части Ставропольского края, в Кабардино-Балкарии, Северной Осетии, Чеченской и Ингушской республиках по Тереку, в северных районах Дагестана, на Крымском полуострове.
Кроме того, распространён на юге и юго-востоке Украины, в Северном и Западном Казахстане, на севере Средней Азии, в Китае и Северном Иране, но, вероятно, замещается там близкими видами.

## Экология
Встречается в составе степных и полупустынных сообществ, на известняковых и меловых обнажениях от низменности до предгорий, поднимается до 600 м над уровнем моря. Активная жизнедеятельность приурочена к весеннему периоду. Кальцифильный вид.